# Scipione Ammirato
Scipione Ammirato, en español Escipión Ammirato (7 de octubre de 1531-enero de 1601), fue un historiador italiano.
Ammirato nació en Lecce, en el reino de Nápoles. Su padre, tratando de que estudiase la profesión de derecho, le envió a estudiar a Nápoles, pero Ammirato se decidió por la literatura. Entrando en la Iglesia, residió por un tiempo en Venecia , y posteriormente formó parte del servicio del Papa Pío IV. En 1569 fue a Florencia, donde tuvo la fortuna de conseguir el patronazgo y el apoyo del Duque Cosimo I, quién le dio residencia en el Palacio de Médici y en la Villa Topaia entendiéndose que debería escribir su Istorie Florentine, el trabajo por el que es más conocido. 
En 1595 fue nombrado canónigo de la catedral de Florencia. Murió en el año 1601. Entre el resto de obras de Ammirato, algunas de los cuales fueron publicadas por primera vez después de su muerte, deben destacarse discursos de Tácito y genealogías de las familias de Nápoles y Florencia.

## Bibliografìa
- Umberto Congedo, La vita e le opere di Scipione Ammirato (notizie e ricerche), 1904, Vecchi, Trani
- R. De Mattei, «AMMIRATO, Scipione». In: Dizionario Biografico degli Italiani, vol. III, Roma, Istituto della Enciclopedia Italiana, 1961, pp. 1-4.
- L. Scarabelli, Di Scipione Ammirato e delle sue opere, introduzione alle Istorie fiorentine, Torino, 1853, pp. 7-42.
- R. De Mattei, Varia fortuna di Scipione Ammirato; Opere a stampa di Scipione Ammirato; Codici di Scipione Ammirato, in "Studi salentini", 8 (1960), pp. 352-407.